# Jason McCartney
Jason McCartney (* 3. September 1973 in Honolulu) ist ein ehemaliger US-amerikanischer Radrennfahrer.

## Sportlicher Werdegang
McCartney begann seine Karriere 1999 bei NutraFig. Nach zwei Jahren wechselte er zu Jelly Belly und konnte dort 2002 die Tour of Kansas City gewinnen. 2003 kam er dann zu 7 UP-Maxxis und ein Jahr später im Team Health Net. In der Saison 2004 konnte er eine Etappe der Tour de Georgia gewinnen. Er war Teilnehmer an den Olympischen Sommerspielen 2004 in Athen, beendete das Straßenrennen jedoch nicht.
Ab 2005 fuhr McCartney für das US-amerikanische ProTeam Discovery Channel, für das er zweimal den Giro d’Italia sowie einmal die Vuelta a España bestritt. Dort gewann er 2007 die vierzehnte Etappe und konnte damit den größten Erfolg seiner Laufbahn feiern. 2008 wechselte er zum Team CSC-Saxo Bank, mit dem er erneut zweimal am Giro teilnahm. Bei seiner zweiten Olympiateilnahme 2008 in Peking konnte er das Straßenrennen wieder nicht beenden.
Zur Saison 2010 schloss sich McCartney dem neugegründeten Team RadioShack an, blieb aber in den zwei Jahren ohne zählbare Erfolge. 2012 gewann er für das UnitedHealthcare Pro Cycling Team eine Etappe der Volta a Portugal und erzielte damit den dritten und gleichzeitig letzten Sieg seiner Karriere. 2013 fuhr McCartney noch ein Jahr für Bissell Cycling, bevor er nach der Saison 2013 seine Karriere als Radrennfahrer beendete.

## Erfolge
2004
- eine Etappe Tour de Georgia

2007
- eine Etappe Vuelta a España

2012
- eine Etappe Volta a Portugal

## Grand-Tour-Platzierungen
| Grand Tour            | 2005 | 2006 | 2007 | 2008 | 2009 |
| --------------------- | ---- | ---- | ---- | ---- | ---- |
| Giro d’ItaliaGiro     | 138  | 135  | –    | 95   | 63   |
| Tour de FranceTour    | –    | –    | –    | –    | –    |
| Vuelta a EspañaVuelta | –    | –    | 76   | –    | –    |